# Zemský okres Odenwald
Zemský okres Odenwald (německy Odenwaldkreis) je zemský okres v německé spolkové zemi Hesensko, ve vládním obvodu Darmstadt. Sídlem správy zemského okresu je město Erbach im Odenwald. Má přibližně 97 tisíc obyvatel. 

## Města a obce
| Města: 1. Bad König 2. Breuberg 3. Erbach im Odenwald 4. Michelstadt 5. Oberzent | Obce: 1. Brensbach 2. Brombachtal 3. Fränkisch-Crumbach 4. Höchst im Odenwald 5. Lützelbach 6. Mossautal 7. Reichelsheim |